# Przełom odziedziczony
Przełom odziedziczony (przełom epigeniczny) – odcinek doliny rzecznej przecinający ciąg moreny czołowej w miejscu występowania rzeki lodowcowej. Odcinek ten, po deglacjacji, jest wykorzystywany przez normalną rzekę, płynącą w kierunku przeciwnym niż płynęła rzeka lodowcowa (np. Poznański Przełom Warty).